# ولفغانغ تالر
ولفغانغ تالر (بالألمانية: Wolfgang Thaler ) (و. 1958 – م) هو مخرج سينمائي، ومصور سينمائي، وأستاذ جامعي من النمسا .

## جوائز
حصل على جوائز منها:
- رومي.

## روابط خارجية
- ولفغانغ تالر على موقع IMDb (الإنجليزية)
- ولفغانغ تالر على موقع قاعدة بيانات الأفلام العربية
- ولفغانغ تالر على موقع ألو سيني (الفرنسية)
- ولفغانغ تالر على موقع أول موفي (الإنجليزية)
- ولفغانغ تالر على موقع أول موفي (الإنجليزية)
- ولفغانغ تالر على موقع قاعدة بيانات الأفلام السويدية (السويدية)
- ولفغانغ تالر على موقع قاعدة بيانات الفيلم (الإنجليزية)
- ولفغانغ تالر على موقع كينوبويسك (الروسية)